# Sébastien Piqueronies
Pas d'image ? Cliquez ici

a Compétitions nationales et continentales officielles uniquement.

Dernière mise à jour le 12 septembre 2023.
Sébastien Piqueronies, né le 14 juillet 1978 à Aurillac (Cantal), est un joueur et entraîneur français de rugby à XV. 
Formé au Stade aurillacois et à l'ASM Clermont, il a évolué au poste de centre à l'US Issoire, au CSM Gennevilliers, avant de terminer sa carrière de joueur au FCTT rugby.
À sa retraite de joueur, il devient responsable du pôle espoirs de Toulouse, puis du pôle France de Marcoussis avant de prendre en charge l'équipe de France moins de 17 ans et l'équipe de France moins de 20 ans. Il est champion du monde avec les U20 en 2018 et 2019.
En 2021, il devient manager de la Section paloise en Top 14. Piqueronies excelle dans la promotion des talents émergents et n'hésite pas à les propulser sur le devant de la scène dès qu'il estime qu'ils sont prêts.  

## Carrière sportive

### Jeunesse et carrière de joueur
Sébastien Piqueronies naît  le 14 juillet 1978 à Aurillac dans le Cantal. Il grandit dans le quartier Belbex. Sébastien Piqueronies commence le rugby au Stade aurillacois. Il intègre ensuite les espoirs de l'ASM Clermont Auvergne où il joue notamment aux côtés d'Aurélien Rougerie et Xavier Sadourny. Blessé au genou dès la deuxième année de crabos, il n'obtient pas de nouveau contrat avec Clermont, il rejoint alors l'US Issoire en Fédérale 2. Il obtient son CAPES et devient professeur d'éducation physique avant d'être mis plus tard en disponibilité pour être entraîneur salarié à la Fédération française de rugby. Après son CAPES, il joue au CSM Gennevilliers de 2002 à 2005 et entraîne le XV de Sciences-Po. Il joue deux saisons au FCTT rugby avant d'être contraint d'arrêter sa carrière à 25 ans à la suite de blessures à répétition.

### Entraîneur

#### Cursus fédéral
Ayant commencé sa carrière en tant que professeur d'éducation physique, Piqueronies a gravi progressivement les échelons au sein des structures nationales des équipes de jeunes, débutant avec les moins de 17 ans pour finalement prendre en charge les moins de 20 ans. Sous sa direction, ces derniers ont remporté consécutivement les titres mondiaux en 2018 et 2019.

##### Pôle espoirs de Toulouse
Piqueronies intègre le lycée Jolimont à Toulouse en 2007 en tant que responsable du Pôle espoirs de Toulouse. Durant les 5 ans avec les 17 ans à Toulouse, il a suivi les progressions de Sébastien Bézy, Jean-Marc Doussain, Gillian Galan, Geoffrey Palis, Teddy Iribaren, Antoine Dupont, Florian Verhaeghe ou de Romain Ntamack. 

##### Pôle France de Marcoussis
Fort de sa réussite à Toulouse, Sébastien Piqueronies devient entraîneur au pôle France de Marcoussis.

##### Equipe de France moins de 17 ans
Sébastien Piqueronies est entraîneur de l'équipe de France moins de 17 ans de 2015 à 2016.

##### Equipe de France moins de 20 ans
En 2017, il est promu manager de l'équipe de France moins de 19 ans. Il travaille avec les entraîneurs Sébastien Calvet et Aubin Hueber. En 2018, il devient manager de l'équipe de France de rugby à XV des moins de 20 ans. Il succède à ce poste à Thomas Lièvremont et est accompagné des entraîneurs Éric Dasalmartini et David Darricarrère. En juin 2018 et en juin 2019, il mène l'équipe au titre de champion du monde des moins de 20 ans.

##### Manager filière France Jeunes
En 2020, il devient le nouveau manager de la filière France Jeunes et laisse le poste de manager de l'équipe des moins de 20 ans à Philippe Boher. Il chapeaute alors les différentes équipes de France jeunes masculines,.

#### Section Paloise
En mai 2021, Sébastien Piqueronies quitte la Fédération Française de rugby pour débuter une nouvelle expérience à la tête d’un club professionnel, en tant que manager général de la Section Paloise Béarn Pyrénées, à compter de la saison 2021-2022. Sa nomination officielle prend effet le 1er mai 2021,.
Il prend ainsi les rênes d’un club en difficulté sportive, qui venait de se maintenir de justesse en Top 14 lors de la dernière journée de la saison précédente. Dès son arrivée, Piqueronies imprime sa marque en développant un projet à moyen terme axé sur la formation de jeunes talents français à fort potentiel. Il intègre progressivement plusieurs champions du monde junior en 2023: Théo Attissogbe, Hugo Auradou, Clément Mondinat, Brent Liufau, ainsi que le centre Émilien Gailleton, devenu international.
En parallèle, il renforce l’effectif avec des recrues expérimentées, à l’image des internationaux anglais Dan Robson et Joe Simmonds, ainsi que du deuxième-ligne All Black Sam Whitelock, qui rejoint son frère Luke, capitaine de l’équipe.
À l’aube de la saison 2023–2024, Piqueronies dévoile sa stratégie de gestion d’effectif : un groupe restreint de 13 à 14 joueurs polyvalents, capables d’évoluer à plusieurs postes, afin de favoriser la stabilité, la confiance et une meilleure utilisation des ressources du club. Le début de saison est prometteur, malgré une défaite inaugurale à Castres sur le fil, la Section occupe la 2e place du classement à la trêve précédant la Coupe du monde 2023. En août 2023, le club annonce la prolongation de son manager pour quatre saisons supplémentaires, soit jusqu’en 2027.
La saison s'avère finalement décevante, la Section terminant 9e sans qualification en Champions Cup, le club se concentre alors sur une réaction rapide et ambitieuse afin de passer à la phase 2 du projet Piqueronies.
À l’issue d’une saison 2024–2025 globalement positive mais marquée par de nombreuses blessures et une non-qualification pour les phases finales, la Section paloise parvient à se hisser à la 8e place du Top 14. Ainsi, le club se qualifie ainsi pour la nouvelle formule de la Champions Cup, la première participation du club à la plus prestigieuse des compétitions européennes depuis l’édition 2000–2001, un retour attendu qui symbolise l’ambition renouvelée du projet sportif béarnais. Parallèlement, le 30 juin 2025, le club dévoile un projet ambitieux de centre de performance destiné à accompagner cette dynamique, sur lequel il s'est particulièrement investi aux côtés du président Bernard Pontneau,.
La Section aborde l’exercice 2025–2026 avec l’ambition déclarée de se qualifier pour les phases finales du Top 14.
Sur le plan méthodologique, Piqueronies promeut une culture de l’innovation avec un intérêt marqué pour l’analyse des données. Il développe une cellule data performante et indique notamment qu’il s’appuie sur les expected points dans ses prises de décision,.

## Palmarès
- Vainqueur du Championnat du monde des moins de 20 ans (2) en 2018 et 2019 avec l'équipe de France des moins de 20 ans.
- Vainqueur du Tournoi des Six Nations des moins de 20 ans (1) en 2018 avec l'équipe de France des moins de 20 ans.

## Bilan en tant qu'entraîneur
Sous sa direction, la Section termine 10e avec 50 points lors de sa première saison, et progresse ensuite à 52 points (12e place) en 2022–2023, puis à 60 points (9ᵉ place) en 2023–2024, avant de franchir la barre des 60 points avec un total de 61 unités en 2024–2025, synonyme de qualification européenne.
| Saison      | Club            | Division | Poste   | Classement | Coupe d'Europe | Challenge européen       |
| ----------- | --------------- | -------- | ------- | ---------- | -------------- | ------------------------ |
| 2021 - 2022 | Section paloise | Top 14   | Manager | 10e        | -              | Éliminé en poule         |
| 2022 - 2023 | Section paloise | Top 14   | Manager | 12e        | -              | Éliminé en poule         |
| 2023 - 2024 | Section paloise | Top 14   | Manager | 9e         | -              | Éliminé en 1/8 de finale |
| 2024 - 2025 | Section paloise | Top 14   | Manager | 8e         | -              | Éliminé en 1/8 de finale |